# 革命失败主义
革命失败主义是弗拉基米尔·列宁在第一次世界大战中提出的最为突出的概念，它以马克思主义的阶级斗争思想为基础。列宁认为在资本主义战争中，无产阶级无法取得胜利，也无法获得收益。无产阶级真正的敌人是将底层人民送往战场的帝国主义领导者。他认为如果能将资本主义战争转变为内战，进而演变成为国际革命，工人们将可以从本国的失败中获得更多利益。
这一概念在1915年的齐美尔瓦尔德会议上遭到了几乎所有非激进人士的拒绝。后来逐渐得到了越来越多的社会主义者的支持，特别是在1917年的俄国。列宁在《四月提纲》中有力地重申了此概念。二月革命后，俄国的战争损失仍在增加，列宁为首的布尔什维克和社会革命党和孟什维克所支持的俄国临时政府间发生冲突，后演变为十月革命。